# Epic (Borknagar)
Epic è il sesto album in studio del gruppo metal norvegese Borknagar, pubblicato nel 2004.

## Tracce
1. Future Reminiscence – 5:26
2. Traveller – 5:03
3. Origin – 4:58
4. Sealed Chambers of Electricity – 4:12
5. The Weight of Wind – 3:58
6. Resonance – 4:28
7. Relate (Dialogue) – 4:28
8. Cyclus – 5:25
9. Circled – 4:45
10. The Inner Ocean Hypothesis – 5:10
11. Quintessence – 5:31
12. The Wonder – 4:16

## Formazione
- Vintersorg – voce, chitarra
- Øystein G. Brun – chitarra
- Lars A. Nedland – sintetizzatore, tastiere, organo Hammond, piano, cori
- Asgeir Mickelson – batteria, bassi, chitarra